# Karel Procházka (politik KSČ)
Karel Procházka (18. února 1892 Libušín – ???) byl československý politik a meziválečný poslanec Národního shromáždění za Komunistickou stranu Československa, za druhé světové války v odboji.

## Biografie
Profesí byl horníkem. Podle údajů z roku 1936 bydlel v Plzni.
V parlamentních volbách v roce 1929 se stal poslancem Národního shromáždění. Mandát obhájil ve parlamentních volbách v roce 1935. Poslancem se ale stal až dodatečně, v roce 1936, poté, co byl mandátu zbaven dosavadní poslanec Josef Dvořák. Poslanecké křeslo si oficiálně podržel do konce roku 1938 (rozpuštění KSČ).
Během druhé světové války působil v komunistickém exilu. V roce 1943 byl vysazen nad střední Evropou s cílem posílit domácí komunistický odboj.